# Stefan Sauk
Stefan Sauk (født Stefan Wernström; 6. juni 1955 i Stockholm) er en svensk skuespiller. Han har medvirket i mere end 40 film og tv-serier siden 1984, som blandt andet inkluderer Hip Hip Hurra! (1987), Øen i Fuglegaden (1997), Mænd der hader kvinder (film) (2009) og ' Tidsrejsen (2011).

## Udvalgt filmografi
- Taxibilder (tv-serie, 1984)
- I lovens navn (1986)
- Hip Hip Hurra! (1987)
- Kronvidnet (1989)
- Tre kärlekar (tv-serie, 1989)
- Lorry (tv-serie, 1989-1995)
- Bobby Fischer bor i Pasadena (tv-film, 1990)
- Yrrol (1994)
- Vendetta (1995)
- 30:e november (1995)
- Øen i Fuglegaden (1997)
- Dødelig drift (1999)
- Dykkeren (2000)
- Røverne (2003)
- Truslen (2004)
- Lilla Jönssonligan och stjärnkuppen (2006)
- Mænd der hader kvinder (2009)
- Wallander (tv-serie, 2009)
- Tidsrejsen (2011)
- Røde ulv (2012)
- Tør aldrig tårer bort uden handsker (tv-serie, 2012)
- Tykkere end vand (tv-serie, 2014)
- Inden vi dør (tv-serie, 2019)
- Body Odyssey (2023)